# Charleville (Marne)
Charleville és un municipi francès, situat al departament del Marne i a la regió del Gran Est. L'any 2007 tenia 226 habitants.

## Demografia

### Població
El 2007 la població de fet de Charleville era de 226 persones. Hi havia 82 famílies, de les quals 20 eren unipersonals (12 homes vivint sols i 8 dones vivint soles), 25 parelles sense fills, 29 parelles amb fills i 8 famílies monoparentals amb fills.
La població ha evolucionat segons el següent gràfic:
Habitants censats

### Habitatges
El 2007 hi havia 143 habitatges, 87 eren l'habitatge principal de la família, 39 eren segones residències i 17 estaven desocupats. 141 eren cases i 2 eren apartaments. Dels 87 habitatges principals, 67 estaven ocupats pels seus propietaris, 16 estaven llogats i ocupats pels llogaters i 5 estaven cedits a títol gratuït; 3 tenien dues cambres, 18 en tenien tres, 21 en tenien quatre i 46 en tenien cinc o més. 73 habitatges disposaven pel capbaix d'una plaça de pàrquing. A 44 habitatges hi havia un automòbil i a 40 n'hi havia dos o més.

### Piràmide de població
La piràmide de població per edats i sexe el 2009 era:
| Homes | Edats   | Dones |
| ----- | ------- | ----- |
| 0     | 95 o +  | 0     |
| 0     | 90 a 94 | 0     |
| 0     | 85 a 89 | 0     |
| 0     | 80 a 84 | 0     |
| 4     | 75 a 79 | 12    |
| 8     | 70 a 74 | 8     |
| 4     | 65 a 69 | 0     |
| 0     | 60 a 64 | 12    |
| 4     | 55 a 59 | 0     |
| 4     | 50 a 54 | 0     |
| 8     | 45 a 49 | 12    |
| 8     | 40 a 44 | 0     |
| 4     | 35 a 39 | 4     |
| 8     | 30 a 34 | 4     |
| 20    | 25 a 29 | 12    |
| 0     | 20 a 24 | 8     |
| 4     | 15 a 19 | 0     |
| 0     | 10 a 14 | 0     |
| 4     | 5 a 9   | 0     |
| 8     | 0 a 4   | 8     |

## Economia
El 2007 la població en edat de treballar era de 136 persones, 110 eren actives i 26 eren inactives. De les 110 persones actives 99 estaven ocupades (56 homes i 43 dones) i 11 estaven aturades (3 homes i 8 dones). De les 26 persones inactives 9 estaven jubilades, 7 estaven estudiant i 10 estaven classificades com a «altres inactius».

### Ingressos
El 2009 a Charleville hi havia 101 unitats fiscals que integraven 260,5 persones, la mediana anual d'ingressos fiscals per persona era de 17.297 €.

### Activitats econòmiques
Dels 6 establiments que hi havia el 2007, 1 era d'una empresa de fabricació d'altres productes industrials, 3 d'empreses de construcció, 1 d'una empresa de comerç i reparació d'automòbils i 1 d'una empresa de serveis.
Dels 4 establiments de servei als particulars que hi havia el 2009, 1 era un paleta, 1 fusteria, 1 lampisteria i 1 restaurant.
L'únic establiment comercial que hi havia el 2009 era una floristeria.
L'any 2000 a Charleville hi havia 7 explotacions agrícoles que ocupaven un total de 1.050 hectàrees.

## Equipaments sanitaris i escolars
El 2009 hi havia una escola elemental integrada dins d'un grup escolar amb les comunes properes formant una escola dispersa.

## Poblacions més properes
El següent diagrama mostra les poblacions més properes.